# Névache
Névache (okzitanisch Nevascha) ist eine französische Gemeinde mit 360 Einwohnern (Stand 1. Januar 2022) im Département Hautes-Alpes in der Region Provence-Alpes-Côte d’Azur. Sie gehört zum Kommunalverband Briançonnais. Nach Gemeindegebiet ist Névache die größte Gemeinde im Département.

## Geografie

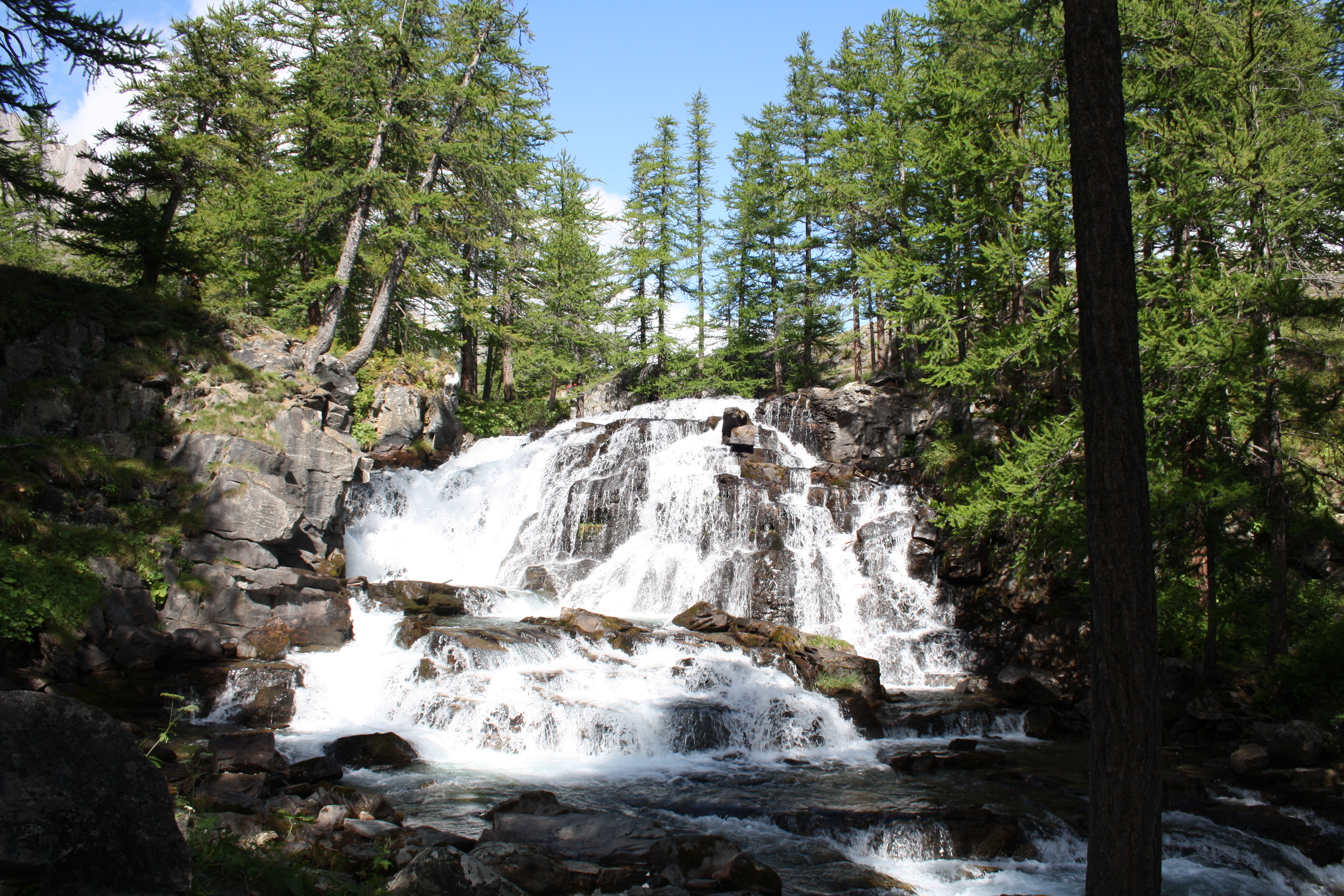
Kaskade der Clarée im Weiler Fontcouverte

Névache liegt im Südosten Frankreichs im Tal der Clarée in den Dauphiné-Alpen zwischen der Grenze zu Italien im Osten, dem Nationalpark Écrins im Südwesten und dem Nationalpark Vanoise im Norden, etwa 78 Kilometer nordöstlich von Gap, dem Sitz der Präfektur des Départements und 13,9 Kilometer nordwestlich vom Kantonshauptort Briançon, auf einer mittleren Höhe von 2326 Metern über dem Meeresspiegel. Die Mairie steht auf einer Höhe von 1603 Metern. Die Ortschaft ist von den Nachbargemeinden La Salle les Alpes, Valmeinier, Fourneaux und Val-des-Prés umgeben. Das Gemeindegebiet hat eine Fläche von 190,99 Quadratkilometern.
Névache ist einer Klimazone des Typs Dfc (nach Köppen und Geiger) zugeordnet: Schnee-Wald-Klimate (D), vollfeucht (f), nur 1 bis 3 Monate sind wärmer als 10 °C, der kälteste Monat liegt nicht unter −38 °C (c): Es herrscht subarktisches Klima mit kurzem Sommer.

## Bevölkerungsentwicklung
| Jahr                       | 1962 | 1968 | 1975 | 1982 | 1990 | 1999 | 2007 | 2018 |
| Einwohner                  | 182  | 128  | 119  | 191  | 245  | 290  | 326  | 356  |
| Quellen: Cassini und INSEE |      |      |      |      |      |      |      |      |

## Kultur und Sehenswürdigkeiten

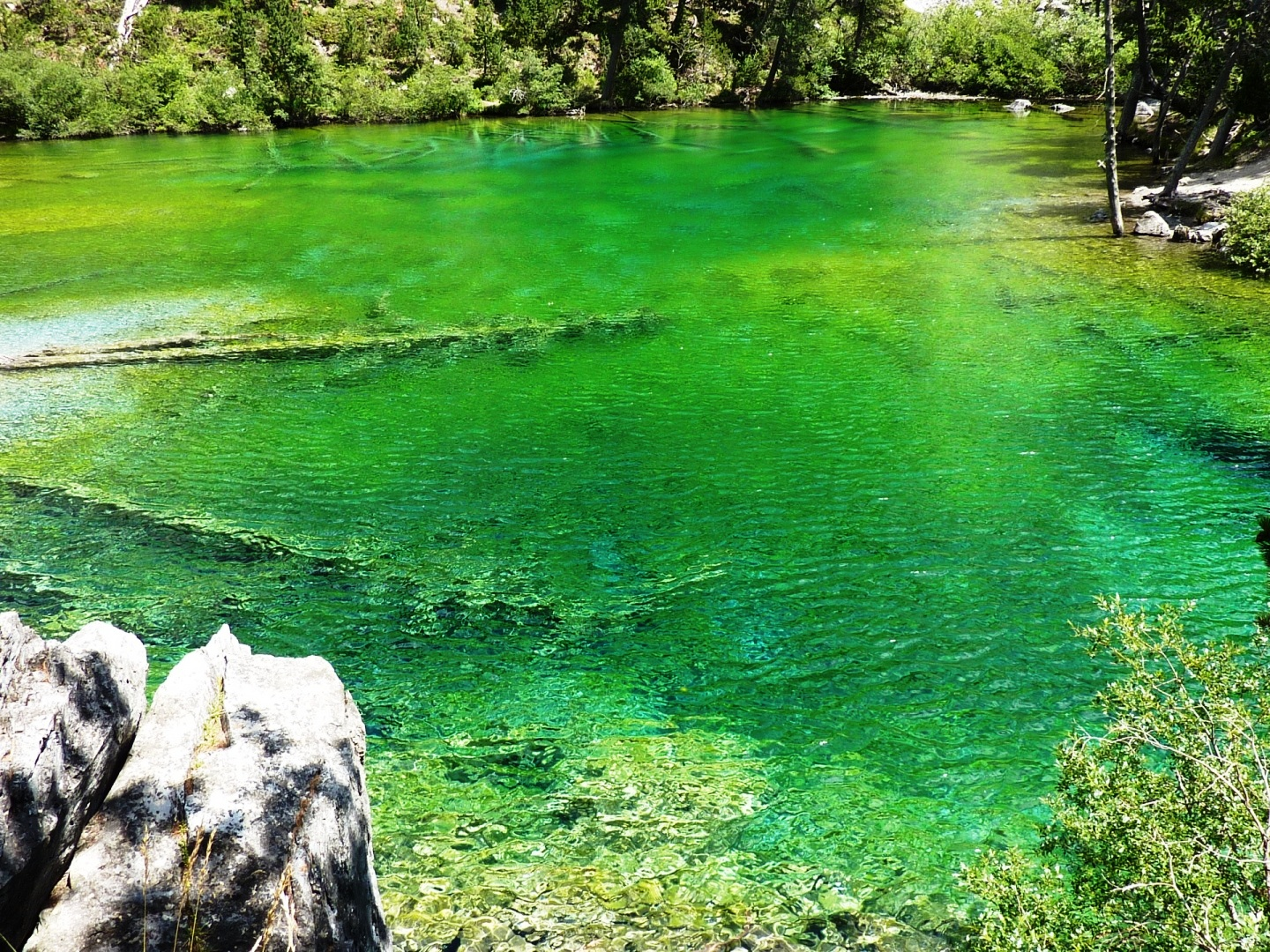
Der „grüne See“ im Tal Étroit

Das Tal der Clarée und das Tal Étroite, das teilweise in Italien liegt, sind als Site classé (‚Naturdenkmal‘) klassifiziert, außerdem ist das Gebiet durch das Netzwerk Natura 2000 als besonders wichtig eingestuft. Das Gebiet hat eine Fläche von 25.000 Hektar und bildet einen bioklimatischen Kreuzungspunkt zwischen drei verschiedenen Höhenzügen der Alpen. Es verfügt über mehr als tausend Pflanzenarten. Die Artenvielfalt ist dadurch gefährdet, dass die Landwirtschaft und besonders die Mahd an Bedeutung verliert. An einigen Stellen kommt es zu Überweidung durch Schafe, an anderen Stellen wachsen zu viele Lärchen. Ein weiteres Problem ist der Tourismus.
Névache ist ein Etappenort am „roten Weg“ des Fernwanderweges Via Alpina und der französischen Grande Traversée des Alpes (auch GR 5). In den Weilern Sallé und Ville Basse dienen ehemalige Bauernhöfe aus dem 19. Jahrhundert als Gîte d’étape (‚Etappenunterkunft‘).
Névache ist mit zwei Blumen im Conseil national des villes et villages fleuris (‚Nationalrat der beblümten Städte und Dörfer‘) vertreten. Die „Blumen“ werden im Zuge eines regionalen Wettbewerbs verliehen, wobei maximal drei Blumen erreicht werden können.

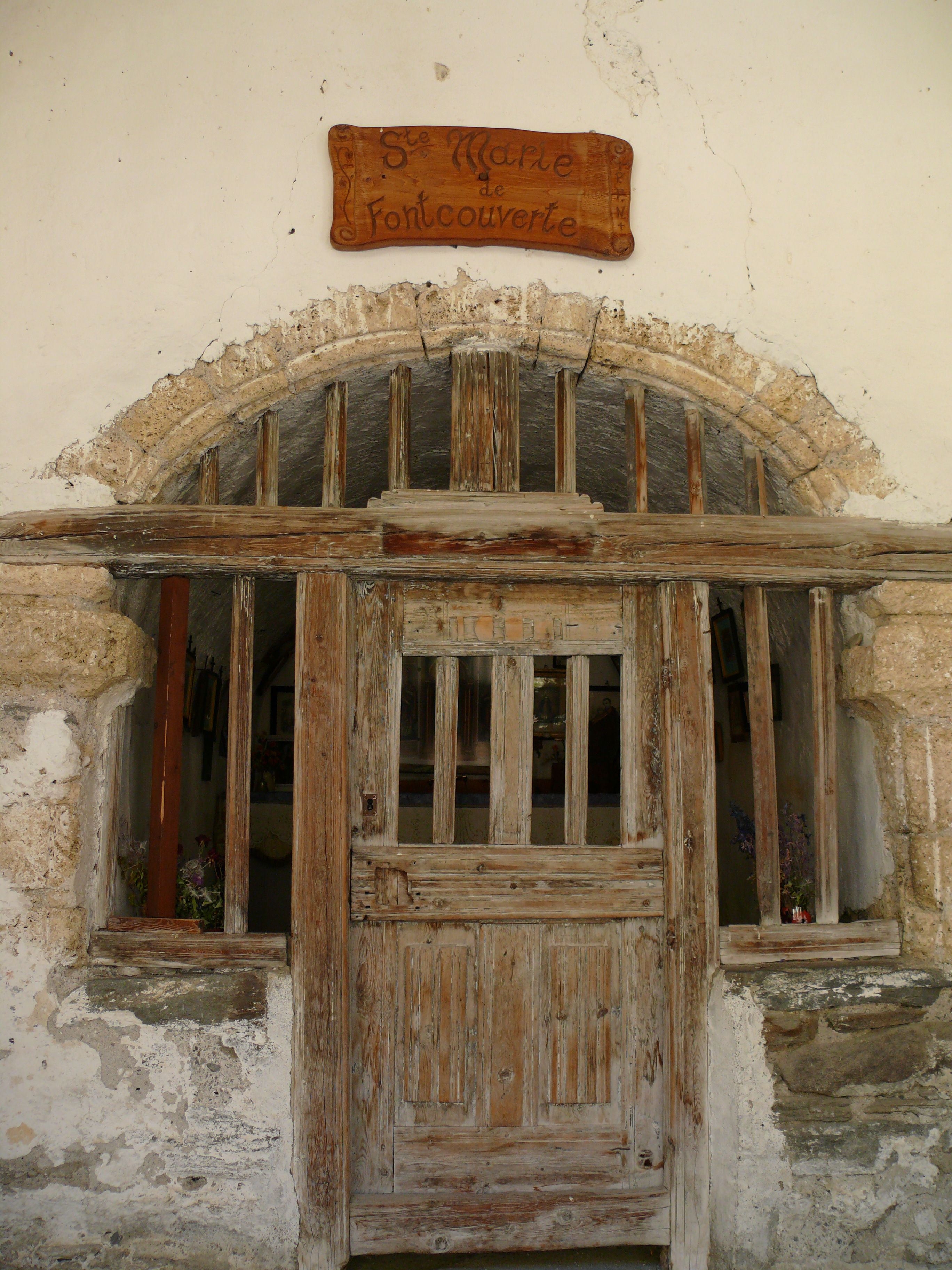
Eingang der Kapelle Sainte-Marie

Auf dem Gemeindegebiet befinden sich 24 Kapellen. 15 davon tragen eine Inschrift aus dem Jahr, in dem sie gebaut wurden oder wurden in den Archiven erwähnt. Die meisten Kapellen stammen aus dem Ende des 18. Jahrhunderts. Vier der Kapellen stehen isoliert, die anderen stehen in bewohnten Weilern oder Almen. Im Weiler Foncouverte steht die Kapelle Sainte-Marie, die als Monument historique (‚historisches Denkmal‘) klassifiziert ist, sie wurde 1627 erbaut. Die Kapelle Notre-Dame-des-Grâces im Weiler Plampinet ist ebenfalls als historisches Denkmal klassifiziert.

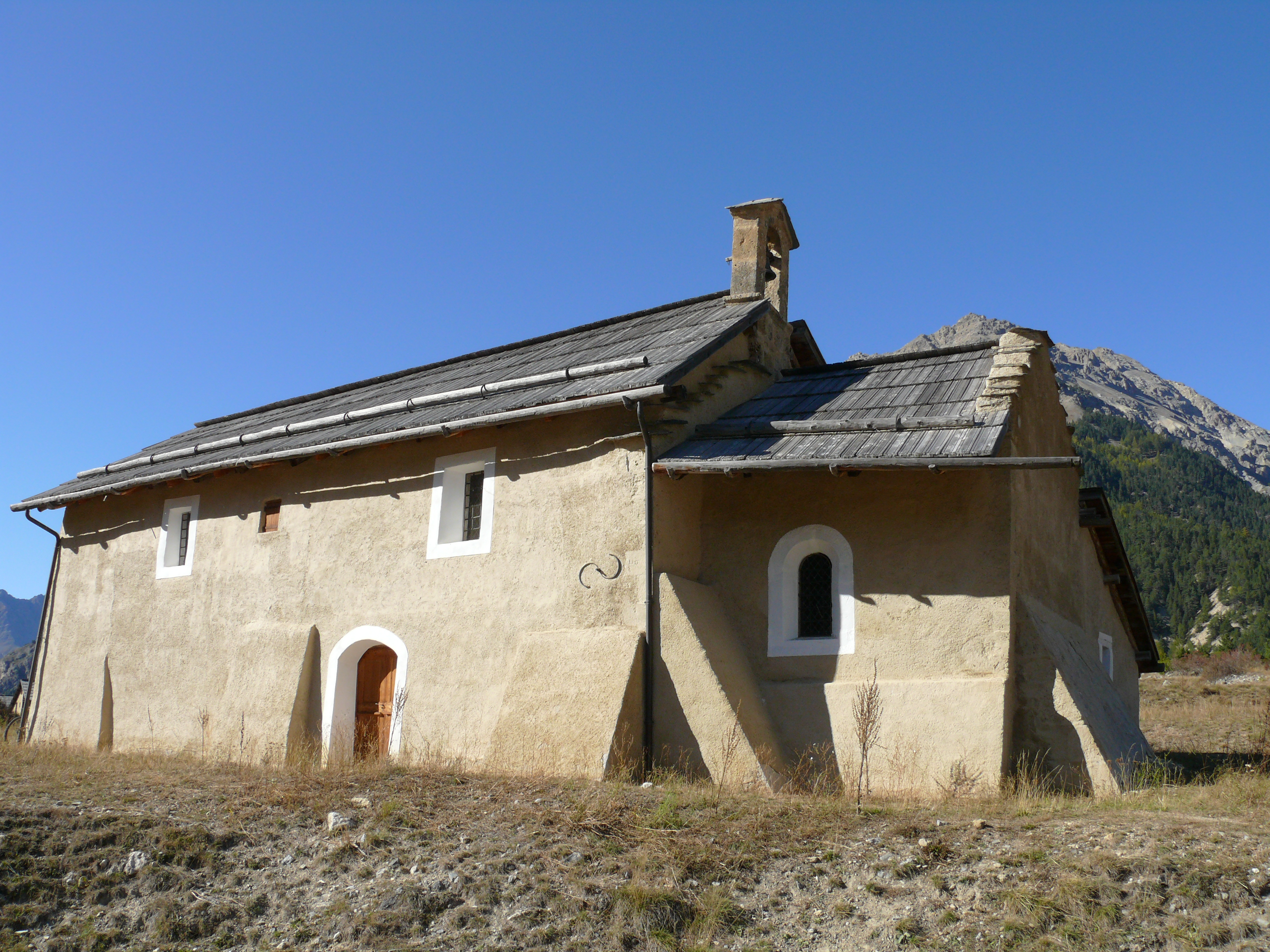
Kapelle Saint-Hippolyte

Die Kapelle Saint-Hippolyte ist in das Zusatzverzeichnis der Monuments historiques eingetragen. Sie wurde im 15. Jahrhundert erbaut. Heute steht sie isoliert am orografisch linken Ufer der Clarée. Ursprünglich befand sich dort aber ein Weiler, dessen Ruinen noch zu Beginn des 20. Jahrhunderts sichtbar waren. Nach lokaler mündlicher Überlieferung soll sie den Bewohnern des Ortskerns als Pfarrkirche gedient haben, bevor die Kirche Saint-Marcellin-Saint-Antoine gebaut wurde.
Die Kirche Saint-Sébastien im Weiler Plampinet wurde im 16. Jahrhundert erbaut. Die Sakristei stammt aus dem Jahr 1635. Der Friedhof wurde 1745 eingerichtet. Die Kirche ist als Monument historique eingestuft.

## Wirtschaft und Infrastruktur
In der Gemeinde gibt es eine Bäckerei und zwei Geschäfte für Sportartikel. Der nächste Bahnhof ist in Briançon, der nächste Flugplatz in Gap. Névache liegt in der Nähe der Route nationale 94 von Gap nach Montgenèvre, die etwa 15 Kilometer südlich verläuft.